# Endless road
「Endless road」（エンドレス ロード）は、DEEPの1枚目のシングル。2009年10月7日にrhythm zoneから発売。

## 概要
グループ名をCOLORからDEEPへ改名後初となるシングル。DVD付初回盤と通常盤の2形態で発売。
表題曲「Endless road」は、2009年6月30日の『COLOR LIVE TOUR 2009 〜DEEP〜』の最終日北海道公演で、改名を発表したアンコール時に新曲として披露されていた。

## 収録曲
CD
1. Endless road
作詞：DEEP、作曲・編曲：Daisuke"D.I"Imai
  - CHINTAI CMソング
2. North Star
作詞・作曲：lil'showy
  - WOWOWドラマ『隠蔽指令』主題歌
3. I Love You So
作詞：Yoko Hiji、作曲：JIN
4. Heal The World
作詞・作曲：MICHAEL JACKSON
  - マイケル・ジャクソンの同曲をカヴァー。
5. Endless road (Instrumental)
6. North Star (Instrumental)
7. I Love You So (Instrumental)
8. Heal The World (Instrumental)

DVD
1. Endless road（video clip）
2. Endless road（Making映像）